# Кростата
Кростата (итал. crostata) — итальянский открытый пирог из песочного теста (тесто фролла), с разными начинками. Также известен как coppi в Неаполе и sfogliate в Ломбардии. По внешнему виду пирог очень похож на неаполитанскую пастьеру, с которой, возможно, имеет общее происхождение.
Н. В. Гоголь писал, что «crostata с вишнями способна произвести на три дня слюнотечение у самого отъявленного объедалы».

## Этимология
«Кростата» происходит от итальянского слова crosta, что означает «корочка». В свою очередь, итальянский корень восходит к латинскому crustāta, и, в конечном счёте, происходит от существительного crusta («кора»). Отсюда же берут начало французское кулинарное слово croustade («корочка») и английский термин custard — «заварной крем».

## История
Рецепт пирога на основе песочного теста был известен в Венеции после 1000 года, когда там начали использовать импортный сахар с Востока. Первый зафиксированный рецепт кростаты восходит к XIV веку. Он был описан Гийомом Тирелем, известным как Тайван, в его сборнике Le Viandier. В 1570 году Бартоломео Скаппи упоминает этот пирог в своей работе о кулинарии итальянской эпохи Возрождения. Автор «Искусства хорошей кулинарии» (Мантуя, 1662 г.) шеф-повар из Болоньи на службе у Карла II Гонзага, Бартоломео Стефани, также приводит рецепт кростаты.
Ранние рецепты crostata в их современном смысле можно проследить по кулинарным книгам Libro de Arte Coquinaria («Книга о кулинарном искусстве») Мартино да Комо (Martino da Como), опубликованной около 1465 года, и Cuoco napolitano («Неаполитанский повар»), опубликованной в конце XV века, содержащей рецепт № 94 под названием Crostata de Caso, Pane.

## Приготовление
Кростату можно готовить в характерных круглых формах, придавать ей квадратную или прямоугольную форму, когда она готовится для употребления на вечеринках по случаю дня рождения или для «шведского стола».
Кростата может быть как сладким пирогом, так и несладким. Основа пирога готовится из песочного теста. Наиболее распространёнными начинками для пирога, помимо фруктового джема, фруктов и ягод, являются заварной крем, рикотта и шоколадный крем, такой как Нутелла. Ингредиенты для несладкой кростаты могут включать мясо, рыбу, морепродукты или овощи, предварительно приготовленные или доведённые до полуготового состояния. Кростата готовится также и методом «слепой выпечки» (Blind-baking), когда сначала выпекается пирог с бортиками без начинки, а затем заполняется кремом или чем-то другим, что не требует приготовления. Пирог часто украшают сверху решёткой-плетёнкой из теста.

## Пастафлора
В Греции пирог, аналогичный кростате, известен под названием пастафлора (греч. πάστα φλώρα). Это название происходит от итальянского «паста фролла» (итал. pasta frolla»; «рассыпчатое тесто»). В Греции слово фрола было неверно прочитано, как флора, и в таком виде закрепилось в названии. Под этим названием пирог был ввезён греческими эмигрантами в Латинскую Америку, где стал популярным кушаньем в Уругвае, Парагвае и Аргентине. Типичными аргентинским начинками пастафлоры являются гойябада (мармелад из гуавы), дульсе де батата (мармелад из сладкого картофеля) и дульсе де лече (местный аналог сгущённого молока). Пастафлора в этом регионе нередко подаётся на полдник с чаем мате.